# USS Massachusetts (BB-2)
Pour les autres navires du même nom, voir USS Massachusetts.
L’USS Massachusetts (BB-2) était un cuirassé américain de classe Indiana entré en service dans l'United States Navy à la fin du XIXe siècle.

## Historique
Il participa à la bataille de Santiago de Cuba au sein du Flying Squadron.
Il coulé en 1921 comme cible d'entraînement Son épave est inscrite au Registre national des lieux historiques depuis le 31 mai 2001. Il est visible, comme site de plonglée, à Pensacola dans le Comté d'Escambia en Floride, géré par l'agence de protection de l'environnement depuis le 10 juin 1993.